# 鶴瓶&安住の放送局漫遊記
『BSデジタル20周年YEAR突入記念 BS民放5局共同制作特番 BS5局で生放送!鶴瓶&安住の放送局漫遊記』（びーえす5きょくでなまほうそう つるべアンドあずみのほうそうきょくまんゆうき）は、2019年12月1日に放送された在京キー局系のBS衛星放送5社（BS日テレ、BS朝日、BS-TBS、BSテレ東、BSフジ）共同制作の特別番組である。

## 概要
同日を以てBSデジタル放送20周年YEAR突入とBS4K放送開始1周年を記念した特別番組で、総合MCの笑福亭鶴瓶とTBSテレビアナウンサーの安住紳一郎が全編生放送で貸切観光バスに乗りながら各放送局を渡り歩き、各局の人気番組に出演し、各番組の出演者やスペシャルゲストとトークを交えながら、鶴瓶と安住アナの気心知れた絶妙なコンビネーションで、番組の(秘)エピソードを引き出していく。
90分ずつ各局ごとにリレー放送を行い、グランドフィナーレ部分はBSテレ東以外の4局同時サイマル放送を行った。その代わり、BSテレ東は「グランドフィナーレ延長戦」を録画放送（生放送終了後に収録し、撮って出し方式）した。

## タイムテーブル
- 第1部（13:00 - 14:30）…BSフジ『BSフジLIVE プライムニュース』
- 第2部（14:30 - 16:00）…BSテレ東『徳光和夫の名曲にっぽん』
- 第3部（16:00 - 17:30）…BS朝日『お笑い演芸館+』
- 第4部（17:30 - 19:00）…BS日テレ『のとく番』
- 第5部（19:00 - 20:30）…BS-TBS『吉田類の酒場放浪記』
- グランドフィナーレ（20:30 - 21:00） ※BSテレ東以外の4局[注釈 2][注釈 3]で同時生放送。
- グランドフィナーレ延長戦（22:30 - 23:00） ※グランドフィナーレ終了直後に別途収録。グランドフィナーレを放送しなかったBSテレ東のみ放送[注釈 2]。

## 内容・出演者

### 全体
MC
- 笑福亭鶴瓶
- 安住紳一郎（TBSテレビアナウンサー）

番組公式ツイッター担当
- つぶやきシロー - フジテレビ本社V3スタジオから随時出演。鶴瓶・安住が次の放送局へバス移動中に、中継回線等に不具合があった際の繋ぎ役としての役割も兼ねていた（実際、放送中そのような事案はなかった）。グランドフィナーレ部分には出演していない。

### 第1部
フジテレビ本社V3スタジオから『BSフジLIVE プライムニュース』のメインキャスター反町、サブキャスターの竹内・長野と共に過去のハプニング映像等を見ながらトークを行った。その際、安住は自身がメインキャスターを務める情報番組『新・情報7DAYS ニュースキャスター』に関する裏話を語り、反町が爆笑する場面があった。なお、番組冒頭で安住がフジテレビのアナウンサー試験と落選に関する秘話を語っている。
- 反町理（フジテレビ報道局解説委員長）
- 竹内友佳（フジテレビアナウンサー）
- 長野美郷（タレント、フリーアナウンサー）

### 第2部
テレビ東京本社第1スタジオから『名曲にっぽん』の過去のVTRを観ながら、番組の普段語られない裏側や知られざるエピソードなどについてトークした。またパート後半にはスペシャルゲストとして鶴瓶とも親交がある歌手・天童よしみが出演し、自身の最新曲を歌唱した。
- 徳光和夫[注釈 4]
- おかゆ
- 西田あい
- 椎名佐千子
- 天童よしみ
- 角谷暁子（テレビ東京アナウンサー）

### 第3部
テレビ朝日本社第2スタジオに集合した芸人たちと鶴瓶・安住がひな壇トークやトータライザーを使用したアンケート企画を繰り広げた。鶴瓶・安住・ナイツ土屋・弘中がMC席、芸人たちとナイツ塙がひな壇に着席した。
- ナイツ（土屋伸之・塙宣之）
- 青空球児・好児
- おぼん・こぼん
- マギー司郎
- ゆーとぴあ
- ビッグボーイズ
- 弘中綾香（テレビ朝日アナウンサー）

### 第4部
日本テレビ本社マイスタジオから2019年3月までBS日テレで放送されていた『のばん組』から派生した格好のスペシャル番組である『のとく番～アイは世界を繋ぐ～2019』の前座的構成で、鶴瓶・安住とキズナアイとのトークを経て、鶴瓶がバーチャルアイドルを疑似体験する企画などを放送。
- キズナアイ（バーチャルYouTuber）
- 伊藤遼（日本テレビアナウンサー）
- 市來玲奈（日本テレビアナウンサー）

### 第5部
他のBS民放他局とは異なり、TBSテレビの本社へは向かわずに都内の酒場にて鶴瓶・安住と共に飲食をしながら、『酒場放浪記』の裏側などについてトークを行った。
- 吉田類
- 古谷有美（TBSテレビアナウンサー）

### グランドフィナーレ
第5部の酒場に各部主要出演者が集合し、飲食をしながら当日の番組内容を振り返った。また「延長戦」では出演した各局女性アナウンサー同士が質問しあう企画を中心に放送。
- 徳光和夫
- おかゆ
- 反町理
- 長野美郷
- ナイツ[注釈 6]
- 吉田類
- キズナアイ[注釈 7]
- 市來玲奈
- 弘中綾香
- 古谷有美
- 角谷暁子

## スタッフ
出典：
- 『BSフジLiveプライムニュース』
  - プロデューサー：山中弘明
  - 演出：山下俊一
  - 制作協力：共テレ
  - 美術：フジアール
  - 音効：SPOT
- 『徳光和夫の名曲にっぽん』
  - プロデューサー：宮川幸二
  - 演出：奥村達哉
  - 制作協力：STAY TUNED
  - 技術：テクノマックス
  - 美術：テレビ東京アート
  - 音効：村山達彦
- 『お笑い演芸館＋』
  - プロデューサー：和田健作
  - 演出：青木良憲
  - 制作協力：キックバル
  - 技術：テイクシステムズ
  - 美術：テレビ朝日クリエイト
  - 音効：アーツポート企画
- 『のとく番』
  - プロデューサー：鳥居良太
  - 演出：相澤幸一
  - 制作協力：acro
  - 技術：NiTRo
  - 美術：日テレアート
  - 音効：石崎野乃
- 『吉田類の酒場放浪記』
  - プロデューサー：初瀬川啓太
  - 演出：有川崇
  - 制作協力：アルファ・グリッド
  - 技術：東通、ネクシオン
  - 音効：エヌ・エス・エル
- TK：TBG、山内洋子、塚越倫子、Hera
- 協力：津國屋、テレサイト、デジデリック、三和交通
- 構成：すずきB
- プロデューサー：風間直美、高宮一徳
- 制作・技術協力：共テレ
- 総合演出：尾形征輝
- チーフプロデューサー：小松純也（スチールヘッド[注釈 8]）
- 制作著作：BS日テレ、BS朝日、BS-TBS、BSテレ東、BSフジ